# طوني فيذرستون
طوني فيذرستون هو لاعب هوكي جليد كندي، ولد في 31 يوليو 1949 في تورونتو في كندا.

## وصلات خارجية
- طوني فيذرستون على موقع دوري الهوكي الوطني (الإنجليزية)
- طوني فيذرستون على موقع قاعة مشاهير الهوكي (لاعب أن.إتش.أل) (الإنجليزية)
- طوني فيذرستون على موقع EliteProspects.com (الإنجليزية)
- طوني فيذرستون على موقع HockeyDB.com (الإنجليزية)
- طوني فيذرستون على موقع Hockey-Reference.com (الإنجليزية)